# سنقر سیاه
سنقر سیاه (نام علمی: Circus maurus) یک ستقر آفریقایی با اندازه متوسط است که دامنه آن از آفریقای جنوبی تا بوتسوانا و نامیبیا را شامل می‌شود. طول بال آن ۱۰۵–۱۱۵ سانتیمتر (۴۱–۴۵ اینچ) و طول بدن ۴۴–۵۰ سانتیمتر (۱۷–۲۰ اینچ) است. هنگامی که این پرنده روی صندلی نشسته است، کاملا سیاه به نظر می‌رسد. با این حال، در هنگام پرواز، یک دمگاه سفید و پرهای پرواز نمایان می‌شود. ریخت‌شناسی آن با بالهای باریک، بدن باریک و دم بلند قابل مقایسه با دیگر جانوران است. پرهای نر و ماده شبیه هم هستند. نوجوانان دارای زیرتنه نخودی و سینه‌های بسیار خالدار هستند.